# Sadam Koumi
Sadam Suliman Koumi el-Nour (* 6. April 1994) ist ein sudanesischer Leichtathlet, der sich auf den 400-Meter-Lauf spezialisiert hat.

## Sportliche Laufbahn
Sadam Koumi nimmt seit 2010 an internationalen Meisterschaften als Sprinter teil. Anfang August war er als Sechzehnjähriger Teil der sudanesischen 4-mal-400-Meter-Staffel bei den Afrikameisterschaften in Nairobi, mit der er den vierten Platz belegte. Ende desselben Monats trat er über 400 m bei den erstmals ausgetragenen Olympischen Jugendspielen in Singapur an. Auch dort belegte er in 47,32 s den vierten Platz. 2011 trat er im Mai bei den U20-Afrikameisterschaften in Botswana an. Mit neuer Bestzeit von 46,37 s konnte er dabei die Goldmedaille über 400 m gewinnen. Mit der Staffel gewann er zwei Tage später eine weitere Goldmedaille. Im Juli nahm er an den U18-Weltmeisterschaften in Lille teil. Nachdem er souverän in das Finale einzog, konnte er dieses hingegen nicht beenden. Ein Jahr später konnte er, trotz Qualifikation, auch bei den U20-Weltmeisterschaften in Barcelona nicht an den Start gehen. 2013 nahm er, nach seinem Umzug nach Großbritannien, ausschließlich an Wettkämpfen im Vereinigten Königreich teil. 2014 siegte er bei den britischen U23-Meisterschaften über 400 Meter. Im Juli verbesserte er sich auf eine Zeit von 46,06 s.
2015 blieb Koumi im Juli erstmals unter einer Zeit von 46 Sekunden. Im September trat er bei den Afrikaspielen in Brazzaville an. Im Halbfinale lief er 45,41 s, die seitdem als seine Bestleistung zu Buche stehen. Im Finale kam er nicht ganz an diese Zeit heran und belegte den fünften Platz. 2016 war er im März für die Hallenweltmeisterschaften in Portland qualifiziert, konnte allerdings nicht am Wettkampf teilnehmen. Im Juni nahm er dann in Durban an den Afrikameisterschaften teil. Nachdem er souverän in das Finale einzog, wurde er darin disqualifiziert. Mit der Staffel belegte er zwei Tage später mit einer Zeit von 3:14,58 min den sechsten Platz. In den nächsten Jahren konnte er zunächst nicht an seine Vorleistungen anknüpfen. 2019 konnte er bei den Britischen Meisterschaften gewinnen. Im August schied er im Halbfinale der Afrikaspiele in Rabat als Zehnter aus.
Koumi wird seit 2014 von Tony Hadley in der englischen Grafschaft Warwickshire trainiert.

## Wichtige Wettbewerbe
| Jahr              | Veranstaltung             | Ort               | Platz             | Disziplin         | Zeit              |
| Startet für Sudan | Startet für Sudan         | Startet für Sudan | Startet für Sudan | Startet für Sudan | Startet für Sudan |
| ----------------- | ------------------------- | ----------------- | ----------------- | ----------------- | ----------------- |
| 2010              | Afrikameisterschaften     | Nairobi           | 4.                | 4 × 400 m         | 3:08,52 min       |
| 2010              | Olympische Jugendspiele   | Singapur          | 4.                | 400 m             | 47,32 s           |
| 2011              | U20-Afrikameisterschaften | Gaborone          | 1.                | 400 m             | 46,37 s           |
| 2011              | U20-Afrikameisterschaften | Gaborone          | 1.                | 4 × 400 m         | 3:09,77 min       |
| 2011              | U18-Weltmeisterschaften   | Lille             |                   | 400 m             | DNF               |
| 2015              | Afrikaspiele              | Brazzaville       | 5.                | 400 m             | 45,69s            |
| 2016              | Afrikameisterschaften     | Durban            |                   | 400 m             | DSQ               |
| 2016              | Afrikameisterschaften     | Durban            | 6.                | 4 × 400 m         | 3:14,58 min       |
| 2019              | Afrikaspiele              | Rabat             | 10.               | 400 m             | 45,63 s           |

## Persönliche Bestleistungen
Freiluft
- 400 m: 45,41 s, 14. September 2015, Brazzaville

Halle
- 400 m: 46,44 s, 18. Februar 2018, Birmingham
- 800 m: 1:51,84 min, 9. Februar 2022, London